# スクラブ
スクラブ（英: scrub）は、半袖で首元がVネックとなっている医療用白衣のことを指す。
おもに外科医・麻酔科医、救急医、当直医、内視鏡医などが着用する。スクラブとは、ごしごし洗うといった意味であり、頑丈な素材が使用されているため、強く洗っても生地が傷みにくいことが特徴である。また、従来型の白衣よりもカラーバリエーションが豊富であり、病院内でのチーム分けや患者からの視認性向上のために使用される場面も多い。

## スクラブの形

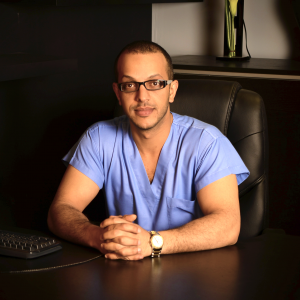
スクラブを着用した男性

一般的には半袖の被って着る型が主流であるが、前身頃にジッパーが付いたタイプもある。

### スクラブを着用する職種一覧
- 医師
- 歯科医師
- 歯科衛生士
- 獣医師
- 薬剤師
- 看護師
- 臨床検査技師
- 診療放射線技師
- 管理栄養士
- 助産師
- 登録販売者
- 救急救命士
- 臨床工学技士
- 作業療法士
- 理学療法士
- 鍼灸師
- 柔道整復師
- 理容師
- エステティシャン
- あん摩マッサージ指圧師

など

## スクラブメーカーの例
- クラシコ
- マークスマン
- フォーク
- ミズノ
- トリンプ
- カゼン